# Cyanolyca cucullata
Cyanolyca cucullata là một loài chim trong họ Corvidae.

## Hình ảnh

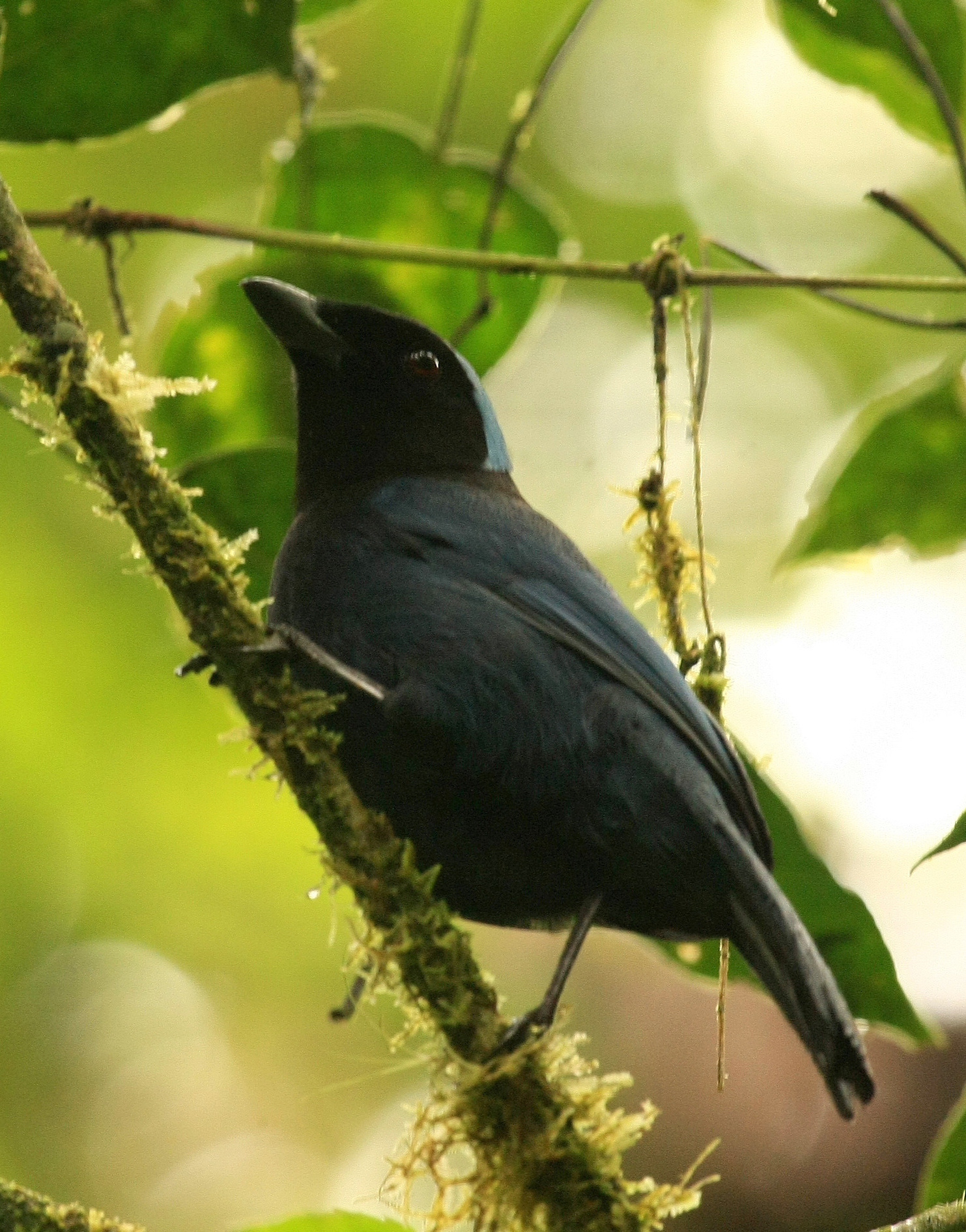
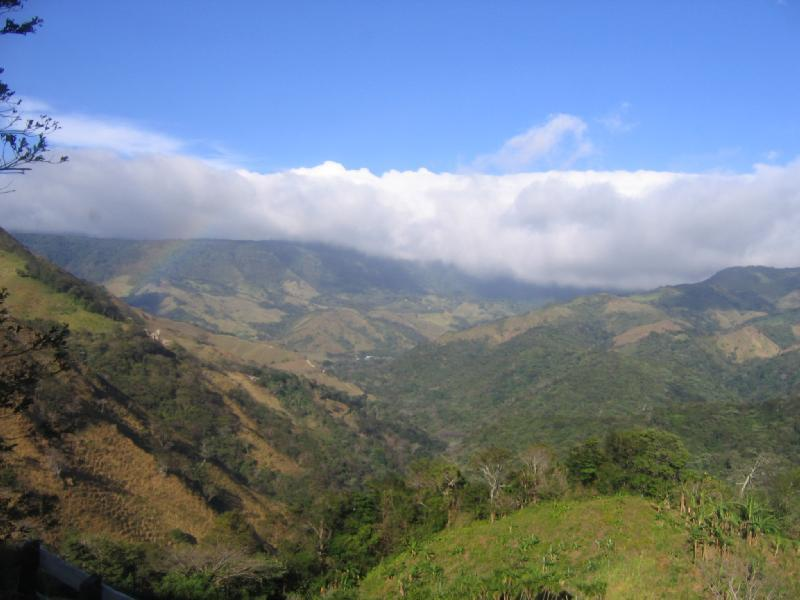